# Associazione Calcio Cuneo 1941-1942
Questa voce raccoglie le informazioni riguardanti l'Associazione Calcio Cuneo nelle competizioni ufficiali della stagione 1941-1942.

## Rosa
| N. |                   | Ruolo | Calciatore          |
| -- | ----------------- | ----- | ------------------- |
|    | Italia (bandiera) | C     | Carlo Battegazzorre |
|    | Italia (bandiera) | D     | Angelo Borgogno     |
|    | Italia (bandiera) | C     | Corrado Casalini    |
|    | Italia (bandiera) | A     | Piero Castello      |
|    | Italia (bandiera) | A     | Michele Caviglia    |
|    | Italia (bandiera) | A     | Giuseppe Donati     |
|    | Italia (bandiera) | A     | Adriano Gè          |
|    | Italia (bandiera) | P     | Virgilio Luoni      |

| N. |                   | Ruolo | Calciatore           |
| -- | ----------------- | ----- | -------------------- |
|    | Italia (bandiera) | A     | Mario Metelliano     |
|    | Italia (bandiera) | A     | Giovanni Peano       |
|    | Italia (bandiera) | A     | Giulio Pellegrino    |
|    | Italia (bandiera) | D     | Michele Ruella       |
|    | Italia (bandiera) | D     | Angelo Testa         |
|    | Italia (bandiera) | A     | Sebastiano Vaschetto |
|    | Italia (bandiera) | P     | Angelo Verné         |

## Risultati

### Serie C

#### Girone D

##### Girone di andata
| Tortona 25 dicembre 1941 1ª giornata | Derthona | 1 – 6 referto | Cuneo |  |

| Cuneo 2 novembre 1941 2ª giornata | Cuneo | 4 – 0 referto | Varazze |  |

| Chiavari 9 novembre 1941 3ª giornata | Entella | 0 – 1 referto | Cuneo |  |

| Cuneo 16 novembre 1941 4ª giornata | Cuneo | 2 – 1 referto | Biellese |  |

| Casale Monferrato 23 novembre 1941 5ª giornata | Casale | 1 – 1 referto | Cuneo |  |

| Cuneo 30 novembre 1941 6ª giornata | Cuneo | 3 – 0 referto | Asti |  |

| Vercelli 7 dicembre 1941 7ª giornata | Pro Vercelli | 0 – 0 referto | Cuneo |  |

| Cuneo 14 dicembre 1941 8ª giornata | Cuneo | 7 – 0 referto | Aosta |  |

| Acqui Terme 21 dicembre 1941 9ª giornata | Acqui | 0 – 5 referto | Cuneo |  |

| Cuneo 28 dicembre 1941 10ª giornata | Cuneo | 4 – 0 referto | Rapallo |  |

| Ivrea 4 gennaio 1942 11ª giornata | Ivrea | 0 – 2 referto | Cuneo |  |

| Cuneo 11 gennaio 1942 12ª giornata | Cuneo | 7 – 0 referto | Sanremese |  |

| Cinzano 18 gennaio 1942 13ª giornata | Cinzano | 0 – 3 referto | Cuneo |  |

| Savigliano 25 gennaio 1942 14ª giornata | Savigliano | 0 – 2 referto | Cuneo |  |

| Cuneo 1 febbraio 1942 15ª giornata | Cuneo | 2 – 1 referto | Cavagnaro |  |

##### Girone di ritorno
| Cuneo 15 febbraio 1942 16ª giornata | Cuneo | 3 – 0 referto | Derthona |  |

| Varazze 22 febbraio 1942 17ª giornata | Varazze | 1 – 2 referto | Cuneo |  |

| Cuneo 1 marzo 1942 18ª giornata | Cuneo | 4 – 1 referto | Entella |  |

| Biella 8 marzo 1942 19ª giornata | Biellese | 2 – 0 referto | Cuneo |  |

| Cuneo 15 marzo 1942 20ª giornata | Cuneo | 0 – 1 referto | Casale |  |

| Asti 22 marzo 1942 21ª giornata | Asti | 1 – 2 referto | Cuneo |  |

| Cuneo 29 marzo 1942 22ª giornata | Cuneo | 2 – 1 referto | Pro Vercelli |  |

| Aosta 26 aprile 1942 23ª giornata | Aosta | 1 – 1 referto | Cuneo |  |

| Cuneo 3 maggio 1942 24ª giornata | Cuneo | 7 – 1 referto | Acqui |  |

| Rapallo 10 maggio 1942 25ª giornata | Rapallo | 1 – 5 referto | Cuneo |  |

| Cuneo 17 maggio 1942 26ª giornata | Cuneo | 4 – 0 | Ivrea |  |

| Sanremo 24 maggio 1942 27ª giornata | Sanremese | 1 – 1 referto | Cuneo |  |

| Cuneo 31 maggio 1942 28ª giornata | Cuneo | 6 – 0 referto | Cinzano |  |

| Cuneo 7 giugno 1942 29ª giornata | Cuneo | 5 – 0 referto | Savigliano |  |

| Genova 14 giugno 1942 30ª giornata | Cavagnaro | 2 – 0 referto | Cuneo |  |

#### Girone finale B

##### Girone di andata
| Cuneo 5 luglio 1942 1ª giornata | Cuneo | 1 – 0 referto | Varese |  |

| Ancona 12 luglio 1942 2ª giornata | Anconitana-Bianchi | 3 – 1 referto | Cuneo |  |

| Cuneo 19 luglio 1942 3ª giornata | Cuneo | 1 – 1 referto | Palermo-Juventina |  |

##### Girone di ritorno
| Varese 26 luglio 1943 4ª giornata | Varese | 4 – 1 referto | Cuneo |  |

| Cuneo 2 agosto 1942 5ª giornata | Cuneo | 2 – 0 referto | Anconitana-Bianchi |  |

| Palermo 9 agosto 1942 6ª giornata | Palermo-Juventina | 1 – 0 referto | Cuneo |  |